# Miha Horvat
Miha Horvat (* 9. Januar 1982) ist ein slowenischer Badmintonspieler. 

## Karriere
Miha Horvat wurde 2002 erstmals slowenischer Meister. Weitere Titelgewinne folgten 2006, 2010, 2011 und 2012. 2003, 2005 und 2007 nahm er an den Badminton-Weltmeisterschaften teil. Im Team startete er mehr als zehn Jahre lang für den BSC 70 Linz in Österreich.

## Sportliche Erfolge
| Saison | Veranstaltung                                 | Disziplin    | Platz | Name                          |
| ------ | --------------------------------------------- | ------------ | ----- | ----------------------------- |
| 2001   | Slowenien: Einzelmeisterschaften der Junioren | Herreneinzel | 1     | Miha Horvat                   |
| 2002   | Slowenien: Einzelmeisterschaften              | Herrendoppel | 1     | Miha Horvat / Denis Pešehonov |
| 2003   | Weltmeisterschaft                             | Herrendoppel | 17    | Miha Horvat / Denis Pešehonov |
| 2006   | Slowenien: Einzelmeisterschaften              | Herrendoppel | 1     | Miha Horvat / Denis Pešehonov |
| 2010   | Slowenien: Einzelmeisterschaften              | Herrendoppel | 1     | Miha Horvat / Iztok Utroša    |
| 2011   | Slowenien: Einzelmeisterschaften              | Herrendoppel | 1     | Miha Horvat / Luka Petrič     |
| 2012   | Slowenien: Einzelmeisterschaften              | Herrendoppel | 1     | Miha Horvat / Iztok Utroša    |
| 2013   | Slowenien: Einzelmeisterschaften              | Herrendoppel | 1     | Miha Horvat / Iztok Utroša    |
| 2014   | Slowenien: Einzelmeisterschaften              | Herrendoppel | 1     | Miha Horvat / Iztok Utroša    |
| 2016   | Slowenien: Einzelmeisterschaften              | Herrendoppel | 1     | Miha Horvat / Iztok Utroša    |